# Alfred Baur (Heilpädagoge)
Alfred Baur (* 31. August 1925 in Wels; † 2. Februar 2008 in Kirchschlag bei Linz) war der Begründer der Chirophonetik.
Nach seiner Ausbildung zum Maschineningenieur absolvierte er den Kriegsdienst im Zweiten Weltkrieg und gelangte dort in sowjetische Gefangenschaft. Nach der Entlassung aus der Haft studierte er Germanistik, Geschichte und Philosophie. Während seines Studiums kam er mit der Anthroposophie in Kontakt. Nach seiner Dissertation war er als Heilpädagoge und Sprachtherapeut tätig. Seit 1957 führte er eine eigene Praxis für Logopädie und Heilpädagogik zusammen mit seiner Frau Ilse Baur, die anthroposophische Ärztin ist. Im Jahre 1972 entwickelte er die Grundlagen für die Chirophonetik. Auf diesem Gebiet gab er ab 1976 regelmäßige Kurse.

## Publikationen
- Wir sind die sieben Laternen. Wuppertal: Ed. Lionardo, 2004. ISBN 3-938110-01-5
- Wladimir der Fischersohn. Wuppertal: Ed. Lionardo, 2002. ISBN 3-9808672-3-4
- Lautlehre und Logoswirken. Grundlagen der Chirophonetik. (1990) Stuttgart: Mellinger Verlag (2. Aufl.), 1996. ISBN 3-88069-251-3
- Ich bin eine Schnecke. Spielstücke für Kinder Band 1. Berlin: Otanes Verlag, 1996. ISBN 3-931370-22-4
- Hilfe! Hilfe! Ein Löwe! Spielstücke für Kinder Band 2. Berlin: Otanes Verlag, 1996. ISBN 3-931370-23-2
- Meine Henne heißt Hanne. Naturgedichte für Kinder von 5 bis 9 Jahren (1995). Schaffhausen: Oratio Verlag, 2000. ISBN  3-7214-8022-8
- Schlaf- und Wachlieder. Gedichte für Kinder von 5 bis 9 Jahren (1995). Schaffhausen: Oratio Verlag, 2000. ISBN 3-7214-8023-6
- Bli-bla-blu. Verse und Lieder, die bei Kindern Freude am schönen Sprechen wecken wollen. (1972) Stuttgart: Mellinger Verlag (5. Aufl.), 1993. ISBN 3-88069-061-8
- Sprachspiele für Kinder. Eine heitere Hilfe für richtiges Reden. Mit einem Beitrag über die Entwicklung des grammatikalischen Sprechens beim Kinde. (1985) Stuttgart: Mellinger Verlag (2. Aufl.), 1991. ISBN 3-88069-052-9
- Die Finger tanzen. Fingerspiele für Kinder von 3 bis 9 Jahren (1981). Schaffhausen: Oratio Verlag (3. Aufl.), 2002. ISBN 3-7214-0081-X
- Das Fingertheater. Spiele für Kinder von 3 bis 9 Jahren, um die Finger geschickt und die Sprache gewandt zu machen (1980). Schaffhausen: Novalis Verlag (3. Aufl.), 1987. ISBN 3-7214-5003-5
- Fließend sprechen. Sprachspiele für Kinder von 4 bis 12 Jahren mit einem Nachwort über die Behandlung des Stotterns (1979). Schaffhausen: Oratio Verlag (4. Aufl.), 2008. ISBN 3-7214-0046-1
- Die kleine Plaudertasche. Gedichte, Verse und Lieder zur Förderung der Sprache (1977). Schaffhausen: Oratio Verlag. (2. Aufl.), 2002. ISBN 3-7214-0029-1
- Kinder spielen Theater. 21 kleine Stücke für Kinder von 7 bis 12 Jahren. Schaffhausen: Novalis-Verlag, 1975. ISBN 3-7214-0023-2